# Монсерато
Монсерато (итал. Monserrato) је насеље у Италији у округу Каљари, региону Сардинија.
Према процени из 2011. у насељу је живело 20193 становника. Насеље се налази на надморској висини од 14 м.

## Становништво
Према резултатима пописа становништва 2011. у општини је живело 20.449 становника.
| 2011.  |
| ------ |
| 20.449 |